# Furoshiki

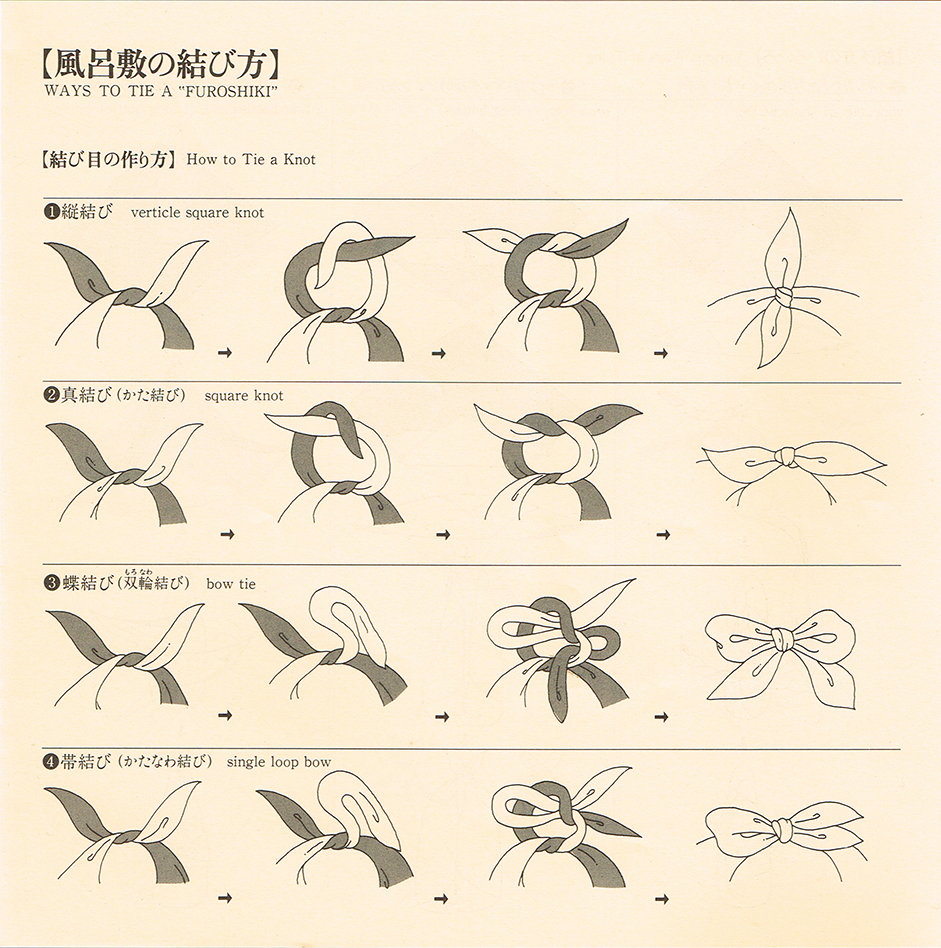
Möglichkeiten ein Furoshiki zu binden

Ein Furoshiki (jap. 風呂敷) ist ein quadratisches Tuch, das vor allem in Japan traditionellerweise als Verpackung und als Tragebeutel genutzt wird, beispielsweise für Geschenke oder Kleider. Die aus der Edo-Zeit stammende Bezeichnung bedeutet ungefähr „Bade-Tuch“, weil es in öffentlichen Badehäusern damals üblich war, die eigene Kleidung in solchen Tüchern aufzubewahren, doch dürfte ähnlicher Gebrauch, etwa unter Händlern, bis auf die Nara-Zeit zurückgehen. Eine ältere Bezeichnung war hirazutsumi (平包, dt. „flaches Bündel“). Als Materialien kommen heutzutage Kunstfaser, Baumwolle oder Seide vor, die Größen sind vielfältig, üblicherweise ab etwa 45 cm bis rund 100 cm Kantenlänge. Es gibt aber auch ein Zwei-Meter-XXL-Format. Furoshiki, die oft mit traditionellen Mustern bedruckt oder im Shibori-Stil gefärbt sind, werden zum Verpacken von Geschenken verwendet, aber auch zum Einpacken der in Japan häufigen Imbissbehälter (Bentō), wo sie gleichzeitig Tischset oder Serviette ersetzen. Sogar bei kleineren Umzügen werden sie statt Kartons verwendet, etwa für den Transport einer Matratze.

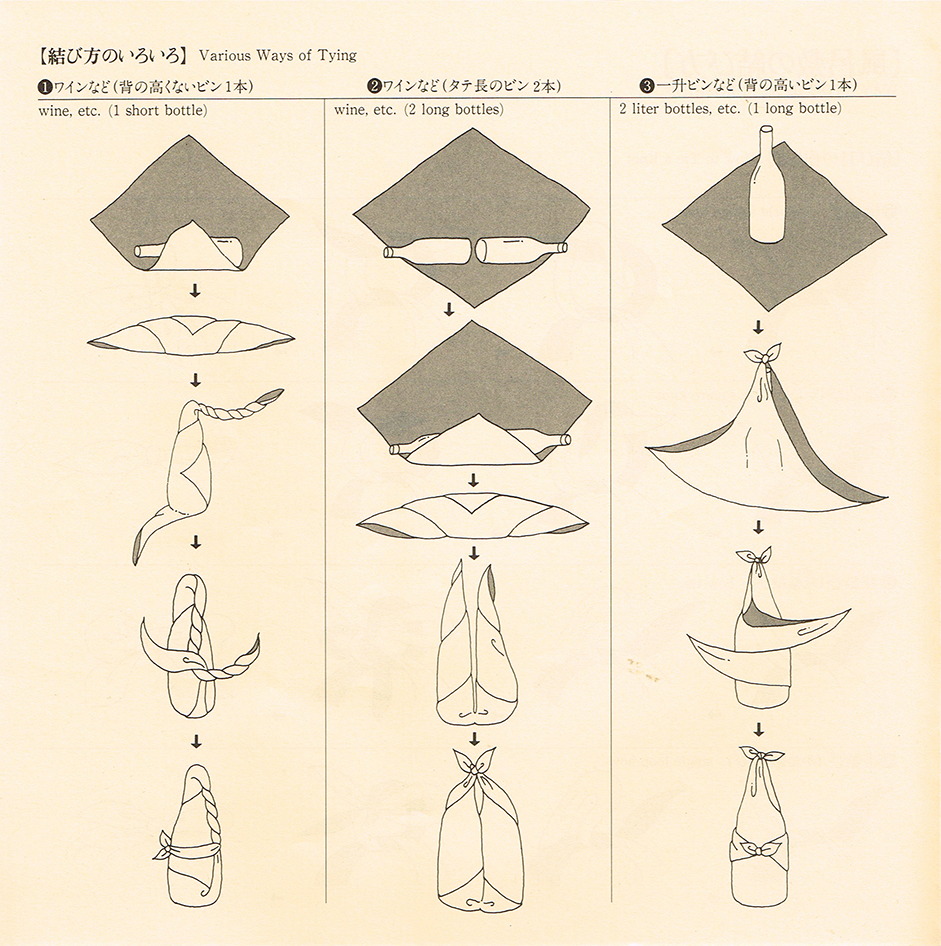
Möglichkeiten eine Flasche zu verpacken

Nach dem Zweiten Weltkrieg ging die Nutzung dieser Tücher stark zurück: Für tägliche Einkäufe wurde der Plastikbeutel zusehends bevorzugt.
Der Recyclinggedanke und Ansätze zum Umweltschutz im Alltag führten gegen das Jahr 2000 zu einer Wiederbelebung dieses japanischen Kulturerbes. Der österreichische provokant umweltbewusste Künstler Friedensreich Hundertwasser gestaltete ein Baumwoll-Furoshiki für Fernwärme Wien GmbH und nannte es „Binkel-Bündel.Furoshiki“.
2006 stellte die japanische Umweltministerin Yuriko Koike ein von ihr selbst gestaltetes Furoshiki vor, um den Gebrauch als Beitrag zum Umweltschutz zu fördern. Das japanische Umweltministerium hat eine Faltanleitung veröffentlicht. 2022 empfahl die Stilexpertin Henriette Kuhrt in der Neuen Zürcher Zeitung die Verwendung des Tuchs.

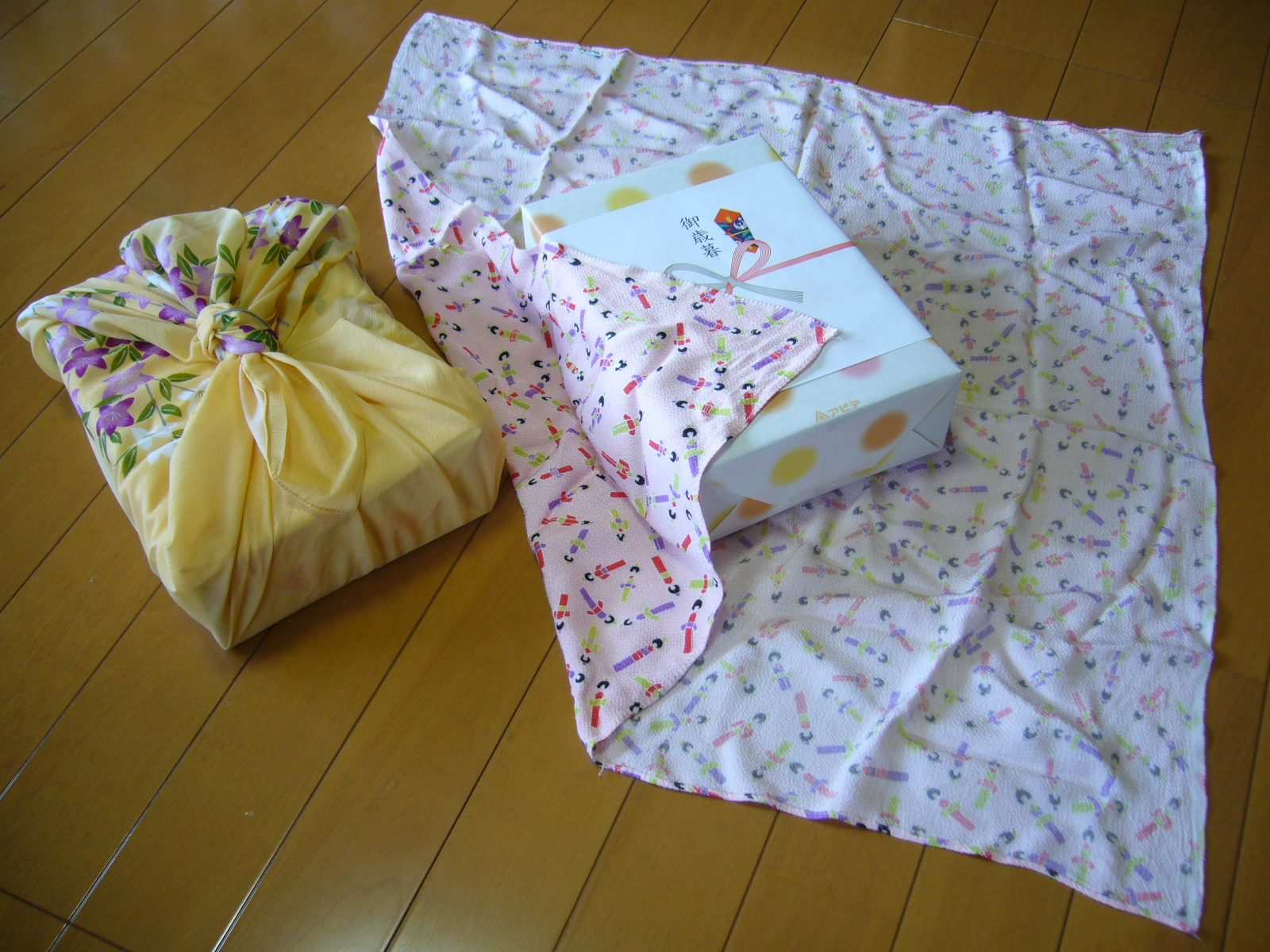
Furoshiki als Geschenkverpackung
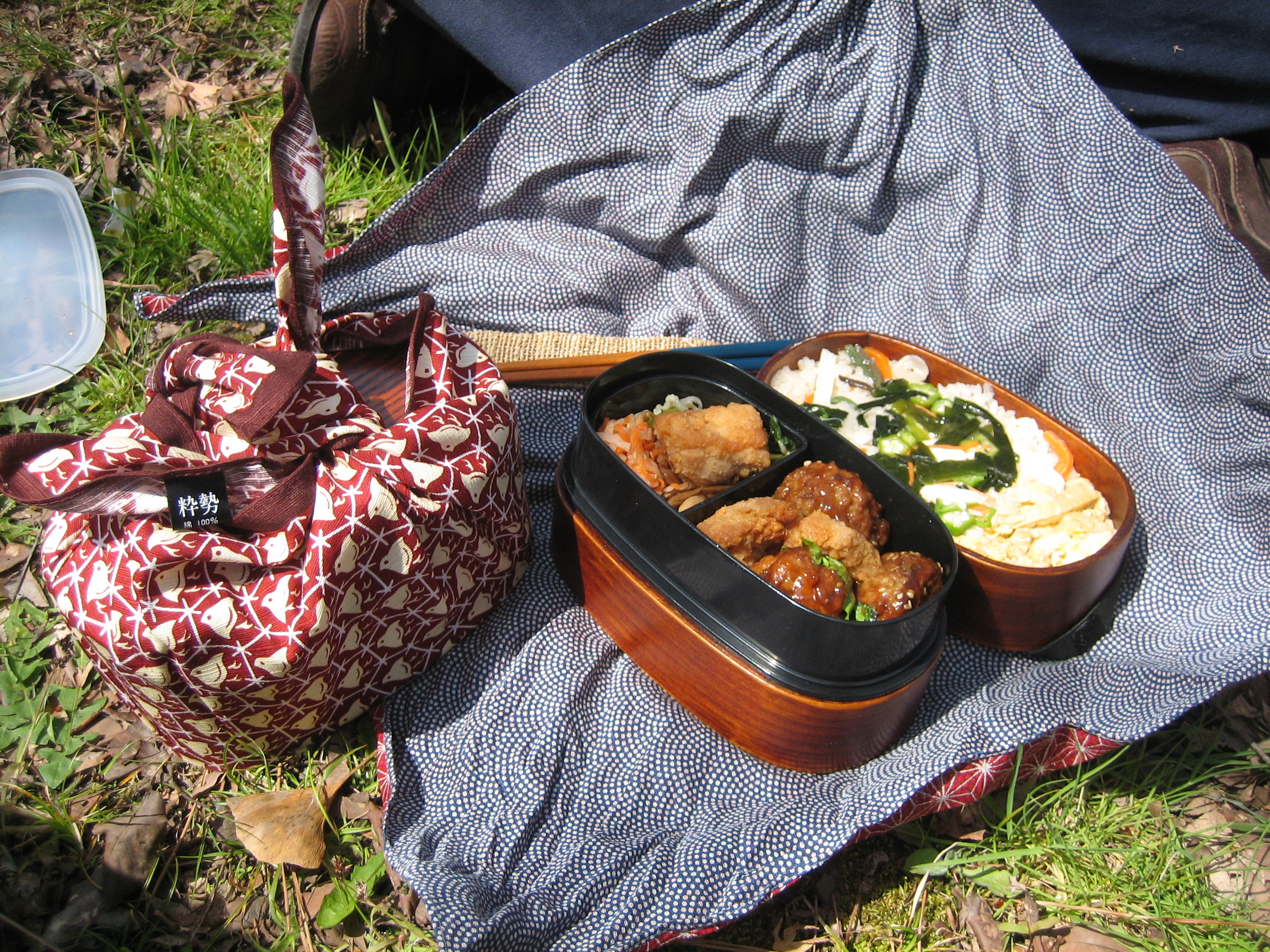
Eine Bentō-Mahlzeit, in Furoshiki verpackt.
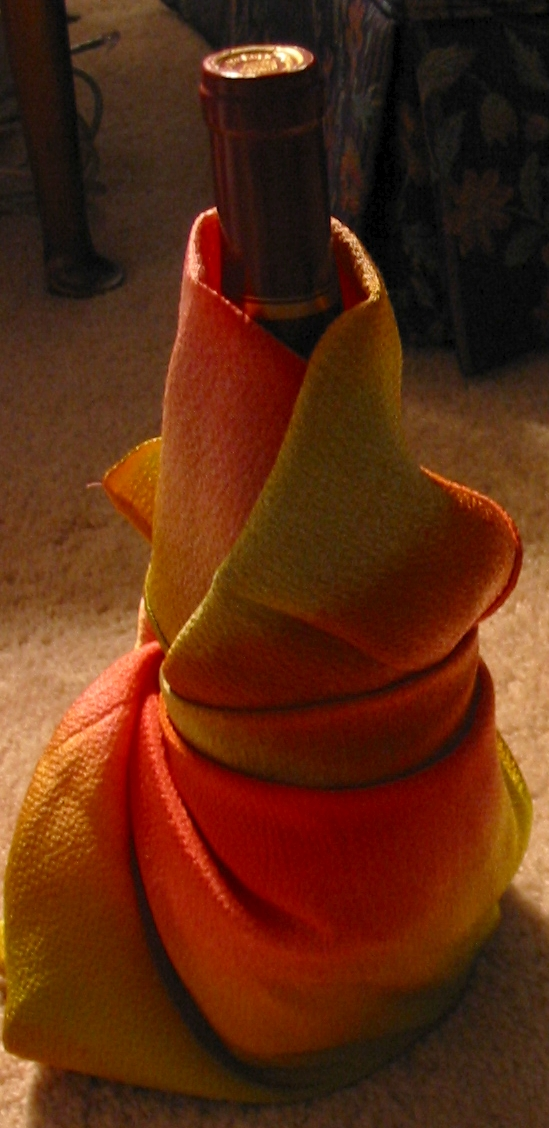
Flaschenverpackung
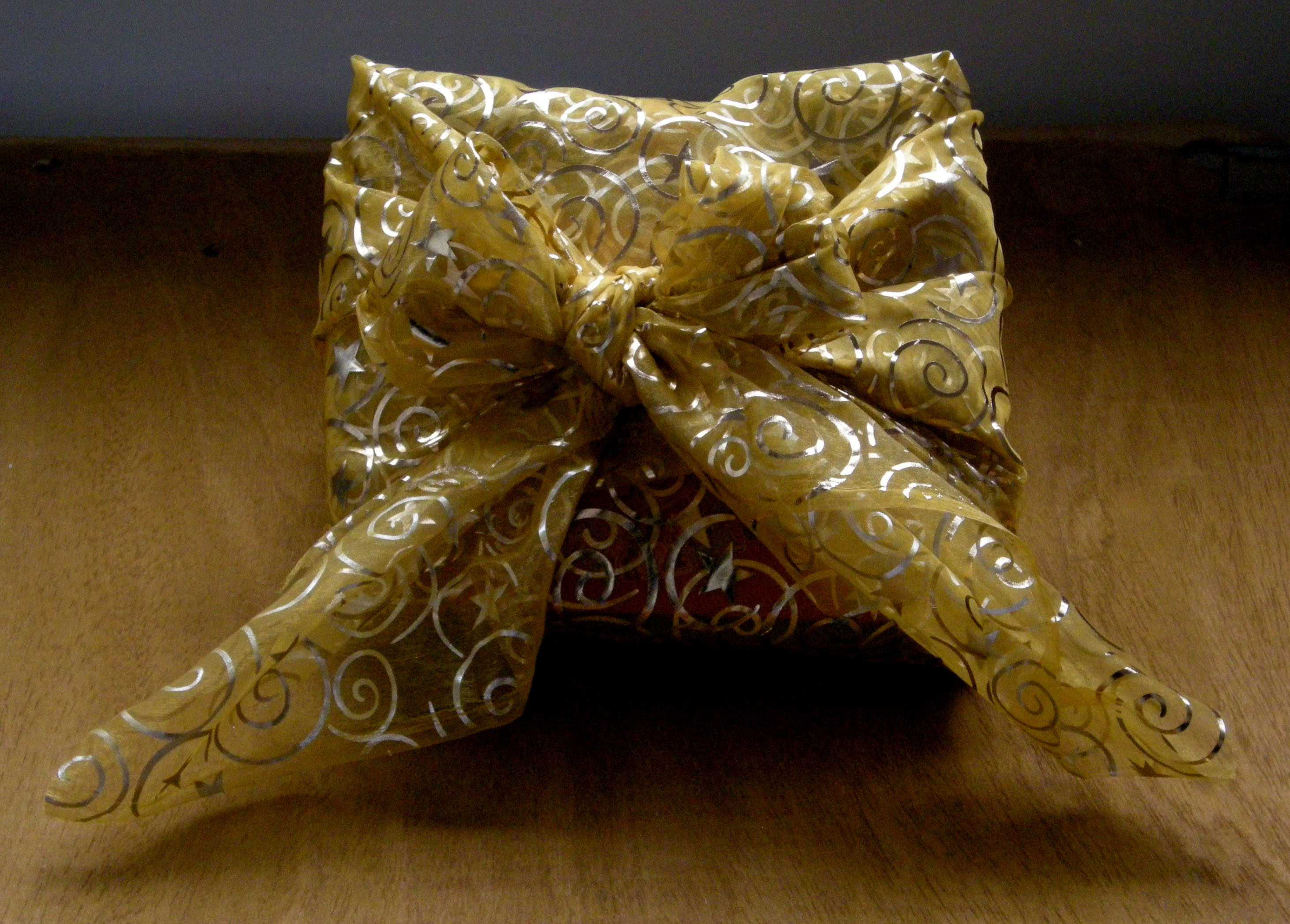
Weihnachtsgeschenk
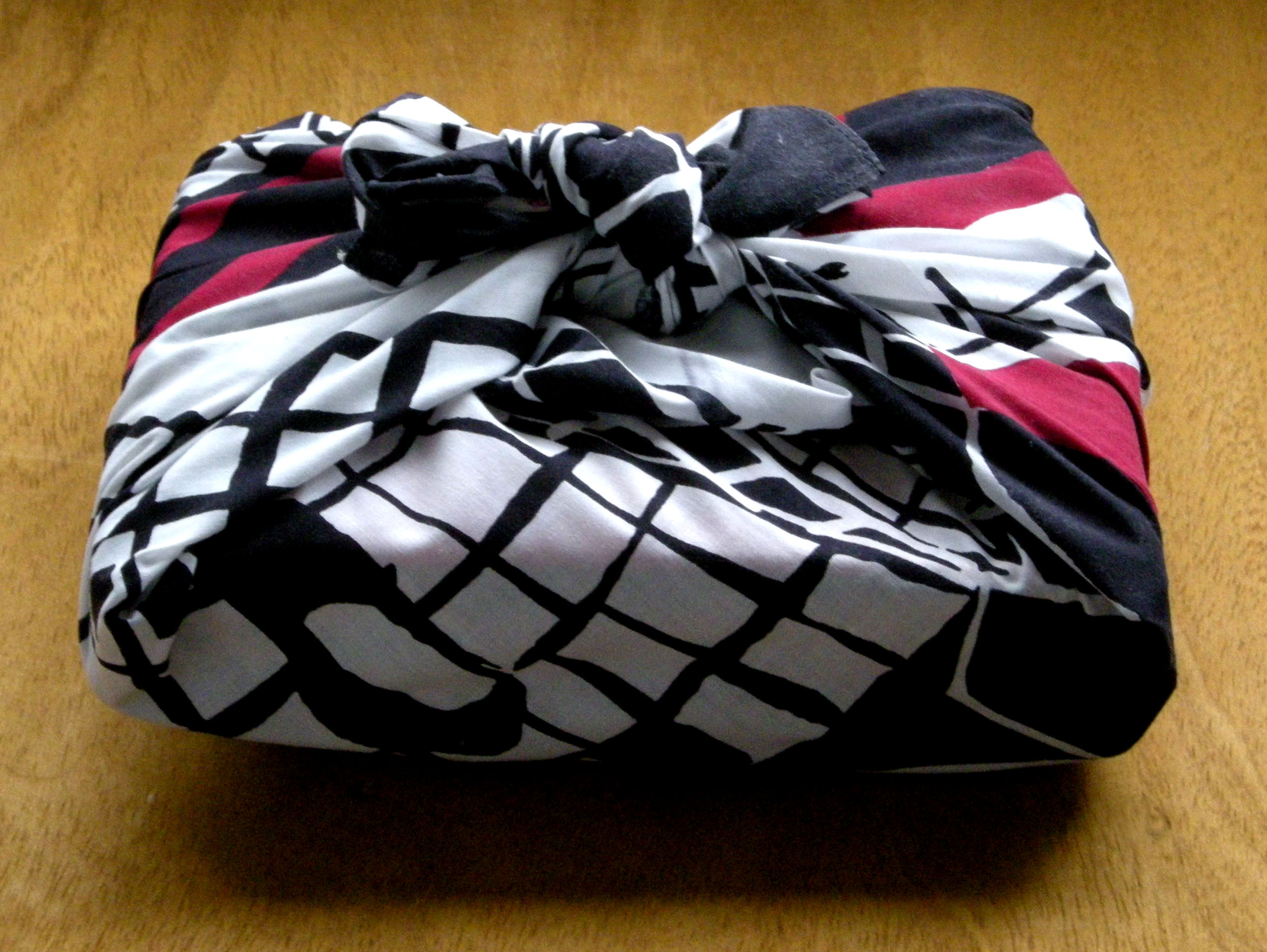
Hundertwassers „Binkel-Bündel“
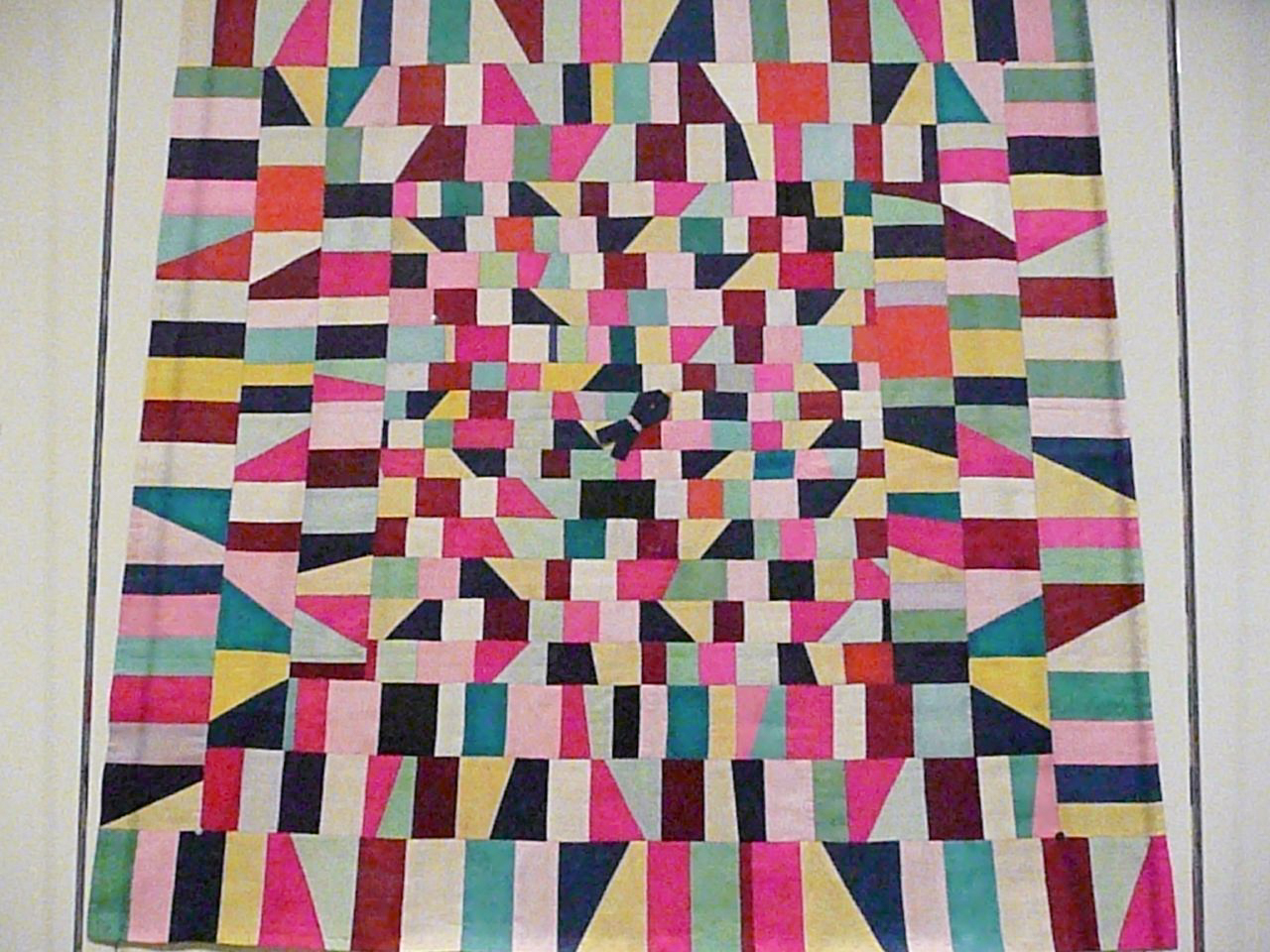
Bojagi – Koreanisches Pendant

Das entsprechende Tuch wird in Korea bojagi (kor. 보자기, auch 褓) genannt. In China nennt man es historisch baofu (chin. 包袱) oder heute auch baofubu (包袱布).